# Hogna schmitzi
Hogna schmitzi là một loài nhện trong họ Lycosidae.
Loài này thuộc chi Hogna. Hogna schmitzi được Jörg Wunderlich miêu tả năm 1992.